# Turn-Weltmeisterschaften 2021
Die 50. Turn-Weltmeisterschaften im Kunstturnen fanden vom 17. bis zum 24. Oktober 2021 in der japanischen Stadt Kitakyūshū statt. Zunächst wurde am 1. März 2018 Kopenhagen vom Exekutivkomitee des Weltverbandes FIG einstimmig gewählt. Der Austragungsort sollte die 2017 eingeweihte und bis zu 16.000 Zuschauer fassende Royal Arena sein. Nach den Turn-Weltmeisterschaften 2006 in Aarhus wäre zum zweiten Mai eine dänische Stadt Austragungsort der Weltmeisterschaften gewesen. Im Juli 2020 wurde der Rückzug des dänischen Verbandes von der Veranstaltung bekannt. Stattdessen wurden die Weltmeisterschaften in Japan ausgetragen.

## Medaillenspiegel
| Platz  | Land                | Gold | Silber | Bronze | Gesamt |
| ------ | ------------------- | ---- | ------ | ------ | ------ |
| 1      | Volksrepublik China | 5    | 1      | 2      | 8      |
| 2      | Japan               | 2    | 5      | 1      | 8      |
| 3      | Italien             | 1    | 2      | 1      | 4      |
| 4      | Vereinigte Staaten  | 1    | 1      | 3      | 5      |
| 5      | RGF                 | 1    | 1      | 2      | 4      |
| 6      | Brasilien           | 1    | 1      | 0      | 2      |
| 6      | Philippinen         | 1    | 1      | 0      | 2      |
| 8      | Deutschland         | 0    | 1      | 0      | 1      |
| 9      | Finnland            | 0    | 0      | 1      | 1      |
| 9      | Israel              | 0    | 0      | 1      | 1      |
| 9      | Ukraine             | 0    | 0      | 1      | 1      |
| Gesamt | Gesamt              | 12   | 13     | 12     | 37     |

## Medaillengewinner
| Disziplin       | Gold                   | Silber                 | Bronze                                  |
| --------------- | ---------------------- | ---------------------- | --------------------------------------- |
| Männer          |                        |                        |                                         |
| Einzelmehrkampf | Zhang Boheng           | Daiki Hashimoto        | Illja Kowtun                            |
| Bodenturnen     | Nicola Bartolini       | Kazuki Minami          | Emil Soravuo                            |
| Seitpferd       | Stephen Nedoroscik     | Weng Hao Kazuma Kaya   |                                         |
| Ringe           | Lan Xingyu             | Marco Lodadio          | Salvatore MarescaRGF Grigori Klimentjew |
| Sprung          | Carlos Yulo            | Hidenobu Yonekura      | Andrey Medvedev                         |
| Barren          | Hu Xuwei               | Carlos Yulo            | Shi Cong                                |
| Reck            | Hu Xuwei               | Daiki Hashimoto        | Brody Malone                            |
| Frauen          |                        |                        |                                         |
| Einzelmehrkampf | RGF Angelina Melnikowa | Leanne Wong            | Kayla DiCello                           |
| Sprung          | Rebeca Andrade         | Asia D’Amato           | RGF Angelina Melnikowa                  |
| Stufenbarren    | Wei Xiaoyuan           | Rebeca Andrade         | Luo Rui                                 |
| Schwebebalken   | Urara Ashikawa         | Pauline Schäfer-Betz   | Mai Murakami                            |
| Bodenturnen     | Mai Murakami           | RGF Angelina Melnikowa | Leanne Wong                             |

## Detaillierte Ergebnisse

### Männer

#### Einzelmehrkampf
| Rang | Athlet          | Boden  | Pferd  | Ringe  | Sprung | Barren | Reck   | Gesamt |
| ---- | --------------- | ------ | ------ | ------ | ------ | ------ | ------ | ------ |
|      | Zhang Boheng    | 14,883 | 13,466 | 14,600 | 14,866 | 15,366 | 14,800 | 87,981 |
|      | Daiki Hashimoto | 14,833 | 14,166 | 13,966 | 14,800 | 15,066 | 15,133 | 87,964 |
|      | Illja Kowtun    | 14,366 | 14,400 | 12,933 | 14,300 | 14,400 | 14,500 | 84,899 |
| 4    | Yul Moldauer    | 14,500 | 14,866 | 12,466 | 14,333 | 14,900 | 13,300 | 84,365 |
| 5    | Ahmet Önder     | 14,100 | 13,800 | 13,666 | 13,966 | 14,800 | 13,900 | 84,232 |
| 6    | Shi Cong        | 14,466 | 13,500 | 13,733 | 14,658 | 13,400 | 14,300 | 84,057 |
| 7    | Joel Plata      | 14,133 | 13,766 | 13,200 | 14,000 | 14,666 | 13,600 | 83,365 |
| 8    | William Emard   | 14,633 | 12,433 | 14,625 | 14,466 | 13,766 | 13,333 | 83,256 |

#### Boden
| Rang | Athlet           | Punkte |
| ---- | ---------------- | ------ |
|      | Nicola Bartolini | 14,800 |
|      | Kazuki Minami    | 14,766 |
|      | Emil Soravuo     | 14,700 |
| 4    | Ryu Sung-hyun    | 14,600 |
| 5    | Carlos Yulo      | 14,566 |
| 6    | Kazuma Kaya      | 14,533 |
| 7    | Milad Karimi     | 14,333 |
| 8    | Hayden Skinner   | 14,100 |

#### Seitpferd
| Rang | Athlet             | Punkte |
| ---- | ------------------ | ------ |
|      | Stephen Nedoroscik | 15,266 |
|      | Weng Hao           | 14,900 |
|      | Kazuma Kaya        | 14,900 |
| 4    | Nariman Kurbanov   | 14,766 |
| 5    | Alec Yoder         | 14,766 |
| 6    | Joshua Nathan      | 14,733 |
| 7    | Filip Ude          | 13,833 |
| 8    | Harutjun Merdinjan | 13,400 |

#### Ringe
| Rang | Athlet                 | Punkte |
| ---- | ---------------------- | ------ |
|      | Lan Xingyu             | 15,200 |
|      | Marco Lodadio          | 14,866 |
|      | Salvatore Maresca      | 14,833 |
|      | RGF Grigori Klimentjew | 14,833 |
| 5    | Vinzenz Höck           | 14,733 |
| 6    | İbrahim Çolak          | 14,666 |
| 7    | William Emard          | 14,533 |
| 8    | Courtney Tulloch       | 14,200 |

#### Sprung
| Rang | Athlet            | Punkte |
| ---- | ----------------- | ------ |
|      | Carlos Yulo       | 14,916 |
|      | Hidenobu Yonekura | 14,866 |
|      | Andrey Medvedev   | 14,649 |
| 4    | Thomas Grasso     | 14,549 |
| 5    | Yang Hak-seon     | 14,399 |
| 6    | Courtney Tulloch  | 14,383 |
| 7    | Nasar Tschepurnyj | 14,149 |
| 8    | William Emard     | 13,199 |

#### Barren
| Rang | Athlet            | Punkte |
| ---- | ----------------- | ------ |
|      | Hu Xuwei          | 15,466 |
|      | Carlos Yulo       | 15,300 |
|      | Shi Cong          | 15,066 |
| 4    | Daiki Hashimoto   | 15,000 |
| 5    | Yul Moldauer      | 15,000 |
| 6    | Kazuma Kaya       | 14,900 |
| 7    | Caio Souza        | 14,566 |
| 8    | Christian Baumann | 12,333 |

#### Reck
| Rang | Athlet          | Punkte |
| ---- | --------------- | ------ |
|      | Hu Xuwei        | 15,166 |
|      | Daiki Hashimoto | 15,066 |
|      | Brody Malone    | 14,966 |
| 4    | Carlo Macchini  | 14,966 |
| 5    | Milad Karimi    | 14,833 |
| 6    | Kōhei Uchimura  | 14,600 |
| 7    | Illja Kowtun    | 14,166 |
| 8    | Ilias Georgiou  | 13,666 |

### Frauen

#### Einzelmehrkampf
| Rang | Athletin               | Sprung | Stufenbarren | Schwebebalken | Boden  | Gesamt |
| ---- | ---------------------- | ------ | ------------ | ------------- | ------ | ------ |
|      | RGF Angelina Melnikowa | 14,466 | 14,533       | 13,800        | 13,833 | 56,632 |
|      | Leanne Wong            | 14,341 | 14,066       | 13,900        | 14,033 | 56,340 |
|      | Kayla DiCello          | 14,600 | 12,766       | 13,400        | 13,800 | 54,566 |
| 4    | RGF Wladislawa Urasowa | 13,566 | 14,333       | 12,333        | 13,366 | 53,598 |
| 5    | Naomi Visser           | 13,400 | 13,800       | 12,966        | 12,666 | 52,832 |
| 6    | Wei Xiaoyuan           | 13,200 | 13,366       | 13,733        | 12,400 | 52,699 |
| 7    | Filipa Martins         | 13,466 | 13,000       | 12,933        | 12,800 | 52,199 |
| 8    | Alice D’Amato          | 14,400 | 12,916       | 11,766        | 13,000 | 52,082 |

#### Sprung
| Rang | Athletin               | Punkte |
| ---- | ---------------------- | ------ |
|      | Rebeca Andrade         | 14,966 |
|      | Asia D’Amato           | 14,083 |
|      | RGF Angelina Melnikowa | 13,966 |
| 4    | Nancy Taman            | 13,733 |
| 5    | Csenge Bácskay         | 13,733 |
| 6    | Ofir Netzer            | 13,616 |
| 7    | Natalia Escalera       | 13,483 |
| 8    | Elze Geurts            | 13,349 |

#### Stufenbarren
| Rang | Athletin               | Punkte |
| ---- | ---------------------- | ------ |
|      | Wei Xiaoyuan           | 14,733 |
|      | Rebeca Andrade         | 14,633 |
|      | Luo Rui                | 14,633 |
| 4    | RGF Angelina Melnikowa | 14,533 |
| 5    | Zsófia Kovács          | 14,466 |
| 6    | Elisa Iorio            | 14,400 |
| 7    | RGF Wladislawa Urasowa | 14,400 |
| 8    | Ana Filipa Martins     | 14,066 |

#### Schwebebalken
| Rang | Athletin               | Punkte |
| ---- | ---------------------- | ------ |
|      | Urara Ashikawa         | 14,100 |
|      | Pauline Schäfer-Betz   | 13,800 |
|      | Mai Murakami           | 13,733 |
| 4    | Leanne Wong            | 13,333 |
| 5    | Luo Rui                | 13,300 |
| 6    | Rebeca Andrade         | 12,500 |
| 7    | RGF Angelina Melnikowa | 12,400 |
| 8    | Kayla DiCello          | 11,866 |
| 9    | RGF Jana Worona        | 11,833 |

#### Boden
| Rang | Athletin                | Punkte |
| ---- | ----------------------- | ------ |
|      | Mai Murakami            | 14,066 |
|      | RGF Angelina Melnikowa  | 14,000 |
|      | Leanne Wong             | 13,833 |
| 4    | RGF Wladislawa Urasowa  | 13,700 |
| 5    | Kayla DiCello           | 13,633 |
| 6    | Maria Ceplinschi        | 13,366 |
| 7    | Anastassija Batschynska | 13,033 |
| 8    | Yuna Hiraiwa            | 12,133 |